# Vĩnh Hội
Vĩnh Hội là một phường thuộc Thành phố Hồ Chí Minh, Việt Nam. Đây là một trong 168 phường, xã và đặc khu mới ở Thành phố Hồ Chí Minh sau đợt sắp xếp vào năm 2025.

## Địa lý
Phường Vĩnh Hội giáp với phường Tân Hưng (phía nam), phường Chánh Hưng (tây nam), phường Chợ Quán (phía tây), phường Cầu Ông Lãnh (phía bắc) và phường Khánh Hội (phía đông).
Theo Công văn số 2896/BNV-CQĐP ngày 27 tháng 5 năm 2025 của Bộ Nội vụ, phường Vĩnh Hội sau sắp xếp có diện tích 1,17 km², dân số năm 2024 là 63.015 người, mật độ dân số đạt 53.859 người/km² (số liệu thống kê tính đến ngày 31/12/2024 theo quy định tại Điều 6 Nghị quyết số 76/2025/UBTVQH15 ngày 14 tháng 4 năm 2025 của Ủy ban Thường vụ Quốc hội).

## Lịch sử
Ngày 16 tháng 6 năm 2025, Ủy ban Thường vụ Quốc hội ban hành Nghị quyết số 1685/NQ-UBTVQH15 về việc sắp xếp các đơn vị hành chính cấp xã của Thành phố Hồ Chí Minh năm 2025. Theo đó, toàn bộ diện tích tự nhiên, quy mô dân số của Phường 1 và Phường 3 cộng với một phần của Phường 2 và Phường 4 (Quận 4) được hợp nhất thành phường Vĩnh Hội (khoản 10 Điều 1).

## Tên gọi
Trong đợt sắp xếp đơn vị hành chính cấp xã năm 2025, TPHCM đã chủ trương đặt tên các phường, xã mới bằng chữ (không còn đặt tên bằng số nữa) với nhiều sự cân nhắc từ lịch sử vùng đất, sự thân thuộc và giá trị văn hóa. Chủ trương này được đông đảo nhân dân ủng hộ.
Theo đó, Vĩnh Hội là tên của địa danh cổ ở vùng đất này.